# Compañía Aeronáutica Manshū

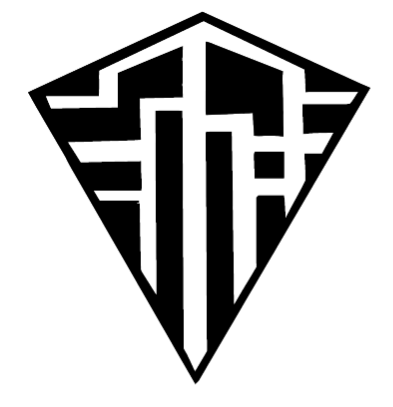
Emblema de Manshū.

La Compañía Aeronáutica de Manchuria (chino tradicional: 滿洲國飛行機製造株式會社; shinjitai: 満州国飛行機製造株式会社 Hepburn: Manshū Koku Hikōki Seizō Kabushiki Kaisha; pinyin: Mǎnzhōu Guó Fēixíngjī Zhìzào Zhūshì Huìshè) era una compañía de aviones en Manchukuo en las décadas de 1930 y 1940, que producía una variedad de aeronaves y componentes de aeronaves, en su mayoría militares. Fue nombrada Manshū o Mansyuu como forma abreviada.

## Historia
La Compañía Aeronáutica de Manchuria se estableció a finales de 1938 bajo la supervisión del gobierno japonés como subsidiaria de la Compañía Aeronáutica Nakajima de Japón. Su planta principal estaba ubicada en Harbin, Manchukuo.
De 1941 a 1945, Manshū produjo un total de 2.196 fuselajes (el octavo entre los fabricantes japoneses de fuselajes), de los cuales 798 eran aviones de combate. La compañía también produjo 2.168 motores de avión (el sexto entre los fabricantes de motores de avión japoneses). Además, Manshū proporcionó servicios de reparación para una variedad de aviones en la Fuerza Aérea Imperial de Manchukuo y para las unidades del Servicio Aéreo del Ejército Imperial Japonés estacionadas en Manchukuo.

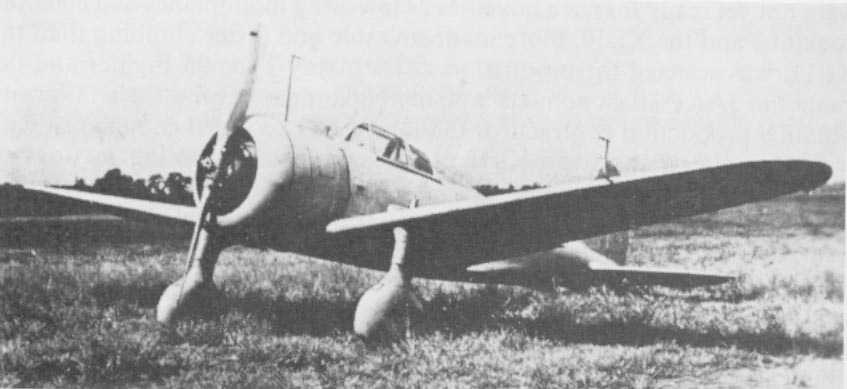
El Ki-27 y sus derivados fueron los aviones más comúnmente producidos por Manshū.

El Ejército Rojo confiscó la fábrica y el equipo de la compañía en 1945 al final de la Segunda Guerra Mundial, y los soviéticos se llevaron gran parte de su equipo a la Unión Soviética como reparación de guerra. La Harbin Aircraft Manufacturing Corporation, uno de los principales fabricantes de aviones de la República Popular China, volvió a restaurar la fábrica.

## Producción
Manshū produjo una variedad de aviones japoneses bajo acuerdos de licencia de producción:
- Kawasaki Ki-10 (nombre en clave para los Aliados "Perry") caza
- Kawasaki Ki-32 (nombre en clave para los Aliados "Mary") bombardero ligero
- Kawasaki Ki-45 Toryu (nombre en clave para los Aliados "Nick") caza bimotor
- Kawasaki Ki-61 Hien (nombre en clave para los Aliados "Tony") caza
- Kawasaki Tipo 88 (KDA-2) bombardero ligero y avión de reconocimiento
- Mitsubishi Ki-15 (nombre en clave para los Aliados "Babs") avión de reconocimiento
- Mitsubishi Ki-30 (nombre en clave para los Aliados "Ann") bombardero ligero
- Mitsubishi Ki-46 (nombre en clave para los Aliados "Dinah") avión de reconocimiento
- Manshū Super Universal (versión licenciada del Fokker Super Universal)
- Nakajima Ki-27 (nombre en clave para los Aliados "Nate") caza ligero (1.379 uniidades)
- Nakajima Ki-34 (nombre en clave para los Aliados "Thora") transporte
- Nakajima Ki-43Ia Hayabusa (nombre en clave para los Aliados "Oscar") caza
- Nakajima Ki-44Ia Shoki (nombre en clave para los Aliados "Tojo") caza
- Nakajima Ki-84 Hayate (nombre en clave para los Aliados "Frank") caza de reconocimiento (94 unidades)
- Nakajima Ki-116 caza de reconocimiento, también conocido como Manshū Ki-116
- Nakajima Tipo 91 (NC) caza
- Tachikawa Ki-9 (nombre en clave para los Aliados "Spruce") entrenador medio de pilotos
- Tachikawa Ki-54 (nombre en clave para los Aliados "Hickory") entrenador avanzado de pilotos
- Tachikawa Ki-55 (nombre en clave para los Aliados "Ida") entrenador avanzado de pilotos

## Diseños independientes
Manshū también desarrolló una serie de aviones de forma independiente:
- Manshū Hayabusa I, II, y III; avión comercial (30 unidades)
- Manshū Ki-79 entrenador avanzado de pilotos
- Manshū Ki-71 prototipo de bombardero en picado (nombre en clave para los Aliados "Edna")
- Manshū Ki-98 interceptor (proyecto)

Sin embargo, entre los diseños independientes de Manshū, solo el entrenador avanzado Ki-79 alcanzó la producción en masa, como entrenador avanzado Tipo 2.